# Горчаков Андрій Іванович
Андрій Іванович Горчаков (нар. 1914, тепер Російська Федерація — ?, місто Москва, Російська Федерація) — радянський діяч, надзвичайний і повноважний посол СРСР у КНДР, секретар Молотовського обласного комітету КПРС. Член Центральної Ревізійної Комісії КПРС у 1966—1971 роках.

## Життєпис
У 1935—1941 роках — формувальник Московського чавуноливарного заводу імені Войкова, вчитель школи при заводі, відповідальний секретар багатотиражної газети, секретар комітету ВЛКСМ Московського чавуноливарного заводу імені Войкова.
Член ВКП(б) з 1941 року.
З 1941 року — на комсомольській роботі. У 1942—1943 роках — секретар Московського обласного комітету ВЛКСМ. У 1943—1946 роках — секретар Московського міського комітету ВЛКСМ.
У 1946—1954 роках — на відповідальній партійній роботі.
У 1948 році закінчив Московський обласний педагогічний інститут.
У 1954—1956 роках — секретар Московського обласного комітету КПРС.
На дипломатичній роботі з 1956 року.
У 1956—1959 роках — завідувач IV-го Європейського відділу Міністерства закордонних справ (МЗС) СРСР.
У 1959—1963 роках — радник-посланник Посольства СРСР у Німецькій Демократичній Республіці (НДР).
У 1963—1965 роках — в апараті ЦК КПРС.
29 квітня 1965 — 21 березня 1967 року — надзвичайний і повноважний посол СРСР у Корейській Народно-Демократичній Республіці (КНДР).
У 1967—1977 роках — на відповідальній роботі в центральному апараті Міністерства закордонних справ СРСР.
З 1977 року — у відставці, персональний пенсіонер у місті Москві.

## Нагороди
- орден Червоної Зірки (16.09.1945)
- ордени
- медалі
- надзвичайний і повноважний посол СРСР